# Popielicowate
Popielicowate, pilchowate (Gliridae) – rodzina ssaków z podrzędu wiewiórkokształtnych (Sciuromorpha) w rzędzie gryzoni (Rodentia). Obejmuje blisko 30 gatunków.

## Budowa

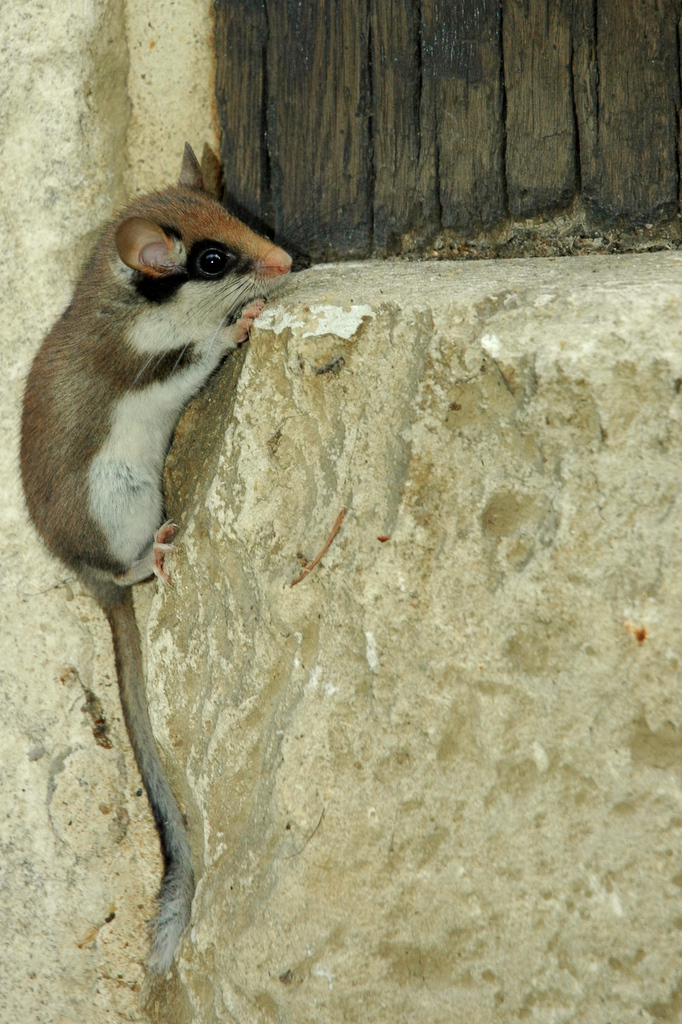
Żołędnica europejska (Eliomys quercinus)

Popielicowate różnią się wielkością. Mniejsze, jak orzesznica, osiągają masę 15 g. Większe, jak popielica szara, przed hibernacją osiągnąć mogą 200 g.
Pseudomyomorficzna budowa aparatu szczękowego popielicowatych w przeszłości zmyliła badaczy, błędnie sugerując przynależność do myszokształtnych.
Wzór zębowy popielicowatych z jednym siekaczem, jednym przedtrzonowcem i trzema zębami trzonowymi przypomina spotykany u wiewiórkowatych, u których jednak występować może drugi przedtrzonowiec, spotykany także u sewela.
| Wzór zębowy | Wzór zębowy | I | C | P | M |
| ----------- | ----------- | - | - | - | - |
| 20          | =           | 1 | 0 | 1 | 3 |
| 20          | =           | 1 | 0 | 1 | 3 |

## Ewolucja
Popielicowate należą do najstarszych rodzin współczesnych gryzoni. Wyewoluowały na kontynencie europejskim przynajmniej na początku eocenu. Pod koniec miocenu były już obecne w Afryce. W Azji zamieszkały jeszcze później, na tym kontynencie odkryto jedynie nieliczne ich gatunki. Popielicowate zasiedliły również wyspy Morza Śródziemnego, a ich szczątki znaleziono na Malcie i Sycylii. Te plejstoceńskie skamieniałości pozostawione zostały przez zwierzęta większe od współczesnych popielicowatych, wielkością porównywalnych raczej do dużych szczurów.

## Systematyka
Rodzina popielicowatych należy do rzędu gryzoni. W obrębie tego rzędu zalicza się ją do podrzędu wiewiórkokształtnych, choć w przeszłości, ze względu na pośrednie cechy, zaliczano ją również do myszkokształtnych. Podrząd wiewiórkokształtnych obejmuje 3 rodziny: popielicowate, wiewiórkowate i sewelowate.
Do rodziny popielicowatych zaliczane następujące występujące współcześnie podrodziny:
- Graphiurinae Winge, 1887 – pędzlogony,
- Glirinae Muirhead, 1819 – popielice,
- Leithiinae Lydekker, 1895 – koszatki.

Podrodziny te obejmują 8 rodzajów, do których zalicza się od 26 do 29 gatunków.
Opisano również podrodziny wymarłe:
- Bransatoglirinae Daams & De Bruijn, 1995
- Gliravinae Schaub, 1958

oraz rodzaje wymarłe o niepewnej pozycji systematycznej:
- Brachymys Meyer, 1847[7] – jedynym przedstawicielem był Brachymys ornatus (Meyer, 1846)
- Suevoglis Werner, 1994[8] – jedynym przedstawicielem był Suevoglis wannemacheri Werner, 1994
- Tenuiglis Vianey-Liaud, 1994[9] – jedynym przedstawicielem był Tenuiglis exiguus Vianey-Liaud, 1994

## Rozmieszczenie geograficzne
Popielicowate zamieszkują prawie całą Europę, z wyjątkiem północnej i środkowej Skandynawii, Afrykę oraz środkową, wschodnią i zachodnią Azję (pasem od Azji Mniejszej aż do płn.-zach. Chin i Ałtaju oraz w Japonii) (jeden gatunek).

## Behawior i ekologia
Popielicowate zamieszkują lasy. Wiodą nadrzewny tryb życia, aczkolwiek niektóre gatunki żyją także na ziemi. Ich aktywność przypada na noc. Przez istotną część roku, nawet do siedmiu miesięcy, pozostają w stanie hibernacji. Przez resztę roku odkładają duże zapasy tłuszczu pozwalające im przetrwać długie miesiące bez pobierania pokarmu. Hibernują w dziuplach drzew, tam też dochodzi do rozrodu, który może też mieć miejsce w gniazdach poczynionych z gałęzi i liści.
Zwierzęta te mają dobry słuch. Wydają też rozmaite dźwięki. Wykazują też zróżnicowane zachowania społeczne.
Niektóre popielicowate żywią się wyłącznie pokarmem roślinnym. Spożywają one miękkie owoce, orzechy, nasiona drzew, pąki. Przykładem popielica szara czy orzesznica leszczynowa. Ich pożywienie zawiera niewiele celulozy, albowiem w przeciwieństwie do wszelkich innych gryzoni nie mają jelita ślepego. Inne popielicowate przed hibernacją nie gardzą także pokarmem mięsnym, stanowiącym wtedy istotny element ich diety. Spożywają wtedy owady i inne bezkręgowce, jak również niewielkie kręgowce. Dzięki temu dostarczają swemu ciało więcej energii pozwalającej na odłożenie niezbędnego dla przetrwania snu zimowego tłuszczu. W ten sposób odżywia się żołędnica i popielicowate afrykańskie.

## Rozmnażanie
Gryzonie przystępują do rozrodu od jednego w przypadku gatunków większych do 2-3 razy w roku w przypadku gatunków o mniejszych rozmiarach. Rozmnażanie odbywa się w gniazdach z gałęzi i liści bądź w dziuplach, gdzie samica wydaje na świat młode w liczbie od czterech do sześciu. Początkowo niepokryte futrem ani niewidzące, rozwijają się szybko, by jeszcze pierwszego roku swego życia przed zapadnięciem w sen zimowy osiągnąć wielkość porównywalną z rozmiarami dorosłego osobnika.

## Popielicowate w Polsce
W Polsce żyją 4 gatunki popielicowatych: popielica, orzesznica, koszatka i żołędnica europejska. Niegdyś zabijane dla cennych futer (zwłaszcza popielice), obecnie wszystkie gatunki podlegają ochronie gatunkowej. Status ochronny od 2016 roku:
| Nazwa polska           | Nazwa łacińska           | Grafika | Ochrona na terenie Polski      |
| ---------------------- | ------------------------ | ------- | ------------------------------ |
| koszatka leśna         | Dryomys nitedula         |         | ścisła, wymaga ochrony czynnej |
| orzesznica leszczynowa | Muscardinus avellanarius |         | ścisła                         |
| popielica szara        | Glis glis                |         | częściowa                      |
| żołędnica europejska   | Eliomys quercinus        |         | ścisła, wymaga ochrony czynnej |